# Йоншьопингс Сьодра ИФ
Йоншьопингс Сьодра Идротсфьоренинг (на шведски: Jönköpings Södra Idrottsförening) е шведски футболен отбор от едноименния град Йоншьопинг. Състезава се във второто ниво на шведския футбол групата Суперетан.